# هانس بي كراوس
هانس بي كراوس (بالإنجليزية: Hans P. Kraus)‏ (بالألمانية: Hans Peter Kraus)‏ هو متخصص بالأثريات ‏ نمساوي وأمريكي، ولد في 12 أكتوبر 1907 في نيويورك في الولايات المتحدة، وتوفي في 1 نوفمبر 1988 في ريجفيلد ‏ في الولايات المتحدة.

## وصلات خارجية
ناجون من معسكر اعتقال داخاو